# أري أبيتان
أري أبيتان (بالفرنسية: Ary Abittan)‏
```
ممثل فكاهي 
فرنسي
 يهودي، ولد في 31 يناير 1974 في 
باريس
```

## روابط خارجية
- أري أبيتان على موقع IMDb (الإنجليزية)
- أري أبيتان على موقع قاعدة بيانات الأفلام العربية
- أري أبيتان على موقع ألو سيني (الفرنسية)
- أري أبيتان على موقع قاعدة بيانات الفيلم (الإنجليزية)
- أري أبيتان على موقع كينوبويسك (الروسية)